# Alexander von Normann
Alexander Hellmut August von Normann (* 2. Januar 1893 in Stallupönen, Ostpreußen; † 17. November 1983 in Lam, Oberpfalz) war ein deutscher Jurist.

## Werdegang
Alexander von Normann wurde als Sohn des Rechnungsrates Max von Normann (* 1856) und dessen Ehefrau Martha geb. Trint im ostpreußischen Stallupönen (heute Nesterow) geboren. Nach dem Besuch des Königlichen Luisen-Gymnasium Berlin (1899 bis 1911) studierte er Rechtswissenschaften in Grenoble und Berlin, im September 1914 legte von Normann die Erste Juristische Staatsprüfung ab. Während seiner etwa zweijährigen Referendarszeit am Amtsgericht Belzig und am Landgericht Potsdam wurde er 1915 zum Dr. jur. utr. promoviert. Zwischen 1916 und 1918 war von Normann als Vorsitzender der Gemeindegerichte von Ostrolenka-Stadt und Ostrolenka-Land beim Kreisamt Ostrolenka tätig, anschließend einige Monate beim Kreisamt Warschau-Land. Im Januar 1921 legte er die Zweite Juristische Staatsprüfung ab und war danach Gerichtsassessor, bis 1924 als Landgerichtsrat in Meseritz. Zugleich arbeitete von Normann als Hilfsarbeiter im preußischen Justizministerium. Nach einer Tätigkeit als Syndikus in Königsberg wurde er im Dezember 1924 zum Rechtsanwalt am Landgericht Königsberg, am 15. Januar 1927 schließlich zum Rechtsanwalt am Oberlandesgericht Königsberg und Notar ernannt.
1945 flüchtete von Normann nach Hohenzollern und wurde am 25. Oktober 1945 zum Amtsgerichtsrat am Amtsgericht Hechingen ernannt. Seit dem 1. Dezember 1946 war der Jurist als Landgerichtsdirektor am Landgericht Hechingen mit der Führung der Geschäfte des Landgerichtspräsidenten betraut; seit Mai 1947 war er Vorsitzender Richter beider Strafkammern in Hechingen. Vom 2. Oktober 1950 bis zum Eintritt in den Ruhestand am 31. Dezember 1955 war von Normann Richter am Bundesgerichtshof. Dort war er im V. Zivilsenat tätig, zuletzt als dessen stellvertretender Vorsitzender.
Von Normann war evangelisch-reformiert, seit 1923 mit Charlotte geb. Nerlich (1902–1957) verheiratet und hatte zwei Söhne. Er starb im Alter von 90 Jahren und wurde auf dem Münchener Nordfriedhof begraben.